# Hipertricose auricular

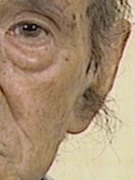

Hipertricose auricular é uma condição que se caracteriza pelo aparecimento de pêlos longos e abundantes no bordo das orelhas. 

## Genética
O gene responsável pelo distúrbio está localizado no cromossoma Y e, devido a isso, a condição só se manifesta em indivíduos do sexo masculino.